# Stade de Strahov
Le stade de Strahov (Strahovský stadion en tchèque) est une enceinte à vocation initialement sportive situé dans le quartier de Strahov (en), à Prague. Dans sa plus vaste configuration, ses gradins peuvent accueillir jusqu'à 220 000 personnes, ce qui en fait le second plus grand complexe sportif au monde après l'Indianapolis Motor Speedway, qui lui peut accueillir 400 000 spectateurs,.

## Histoire
Au départ construit en bois (en 1926), le Stade de Strahov est doté de gradins en béton en 1932 et élargi en 1948 puis en 1972. Le terrain central, entouré de toutes parts par des gradins, occupe une surface de 63 500 m2 soit une surface équivalente à plus de 9 terrains de football.

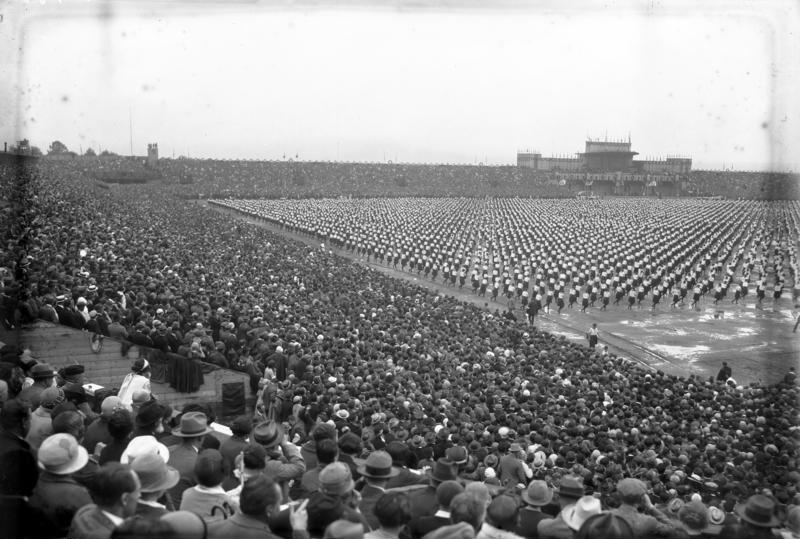
Le stade en 1931.

Il n'a jamais accueilli de réelles compétitions sportives reconnues au niveau international mais a essentiellement été utilisé comme terrain d'entrainement pour le Sokol, une société de gymnastique tchécoslovaque qui l'utilisait pour des exercices de gymnastique de masse. Ce mouvement est « récupéré », après le coup de Prague, par le régime communiste qui y met en scène les Spartakiades, rencontres sportives de masse du régime communiste,.

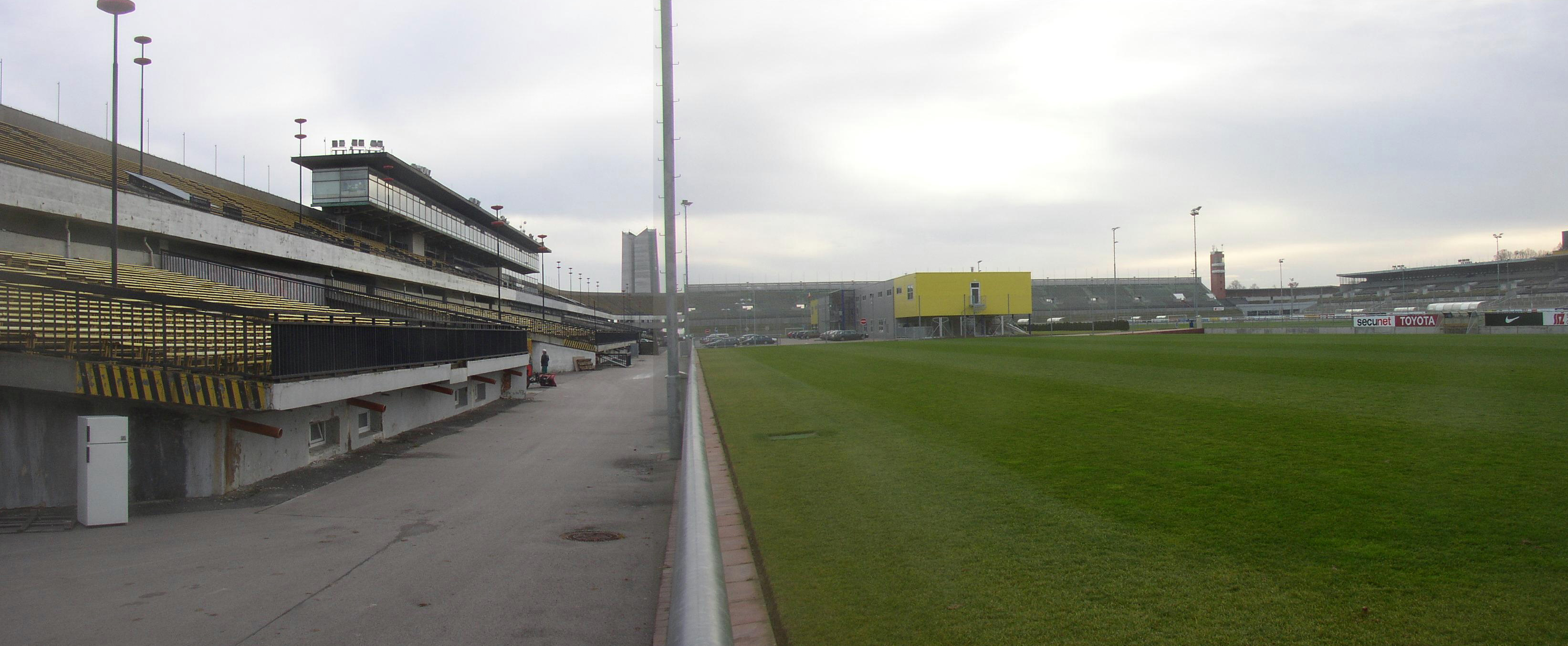
Intérieur du stade.

Le stade de Strahov (en) accueille 29 matchs de football de la sélection tchécoslovaque entre 1927 à 1965, et trois derniers en 1991 et 1992.
Depuis le début du XXIe siècle, cette enceinte est essentiellement un lieu d'entraînement pour le club de football AC Sparta Prague. D'une capacité de 220 000 places, le stade possède 56 000 places assises. 
Utilisé majoritairement depuis le début des années 1990 pour des concerts, le stade fait l'objet de nombreuses études de reconversion. L'un des projets les plus importants est de reconvertir le complexe sportif en une zone commerciale. Pour les Jeux olympiques d'été de 2016, Prague pose sa candidature pour organiser l'événement avec pour village olympique le stade de Strahov (en) ; toutefois, la candidature tchèque est rapidement éliminée.

## Concerts
L'enceinte sert occasionnellement à l'accueil de concerts rock :
- Rolling Stones, 18 août 1990 (100 000 spectateurs) et 5 août 1995 (127 000 spectateurs dont le président de la Tchécoslovaquie, Václav Havel) ;
- Guns N' Roses, 20 mai 1992 ;
- Bon Jovi, 4 septembre 1993 ;
- Aerosmith, 27 mai 1994 ;
- Pink Floyd, 7 septembre 1994 (115 000 spectateurs) ;
- U2, 14 août 1997 (160 000 spectateurs) ;
- AC/DC et Rammstein, 12 juin 2001 (25 000 spectateurs) ;
- Ozzfest (Slayer, Ozzy Osbourne), 30 mai 2002 (30 000 spectateurs) ;
- George Michael, 2 juin 2007.